# Vichadero
Vichadero – miasto w Urugwaju, w departamencie Rivera. W mieście znajduje się port lotniczy Vichadero.